# Gennadij Michasevič
Gennadij Modestovič Michasevič, (in russo Геннадий Модестович Михасевич?, in bielorusso Генадзь Мадэставіч Міхасевіч?, Hienadź Madestavič Michasievič, noto anche come lo Strangolatore di Vicebsk) (Voblasc' di Vicebsk, 7 aprile 1947 – RSS Bielorussa, 25 settembre 1987), è stato un serial killer sovietico, autore di almeno 36 omicidi, e probabilmente di altri 10-20.

## Biografia

### Gioventù e primi crimini
Gennadij Michasevic nacque il 7 aprile 1947 nell’Unione Sovietica; i suoi genitori furono inadatti a crescerlo: il padre era un alcolizzato e picchiava spesso Michasevic, mentre la madre si accertava solamente che lui andasse bene negli studi. A causa di questo Michasevic fu socialmente isolato anche a scuola, dove fu bullizzato a causa della timidezza e anche perché suo padre era un alcolizzato; era anche scarso con le ragazze. Nonostante ciò, riuscì a fidanzarsi mentre frequentava l’università. 
Il 14 maggio 1971, dopo aver prestato servizio nell'esercito, Michasevic compì, all'età di 24 anni, il suo primo omicidio. Aveva scoperto che la sua ragazza lo aveva lasciato, sposando un altro: questo fatto lo sconvolse a tale punto, che, da quel momento in poi, nutrì un tale risentimento verso le donne, che lo indusse a diventare omicida seriale. Michasevic quella sera di maggio si trovava a Vicebsk, nella Bielorussia orientale; doveva prendere l'autobus per Polack, dove abitavano i suoi genitori. Era talmente triste che voleva trovare un luogo adatto per impiccarsi, quando, per la strada che portava a Ekiman, incontrò casualmente una donna, Ljudmila Andaralova: la stuprò e la strangolò a mani nude. Il corpo venne trovato a 48 metri dalla strada sterrata, nei pressi di un campo di alberi di mele; su faccia, schiena e gambe erano presenti abrasioni.
Il 29 ottobre 1971 fu protagonista di un tentato omicidio: si avvicinò a una donna, e, mentre le chiedeva l'ora, le mise una corda al collo; lei la bloccò, ma lui le tappò il naso e la bocca con l'altra mano; ma non riuscì a soffocarla perché le sue urla avevano attirato degli studenti, che lo individuarono e lo fecero fuggire. Il giorno dopo, il 30 ottobre 1971, uccise per la seconda volta. Il cadavere della donna venne trovato a 12 metri dalla strada sterrata, in un campo di abeti, appoggiato ad un tronco: la vittima era stata soffocata con una sciarpa infilata con forza in gola. Il 15 aprile e il 30 luglio 1972 strangolò altre due donne nei pressi della stazione di Lučesa, alla periferia di Vicebsk. Nel giugno 1973, Michasevic si laureò nella scuola tecnica di Vicebsk e tornò a Ist, dove iniziò a lavorare in un'azienda chiamata “Disna”. Fu in questo periodo che iniziarono le indagini, ma gli inquirenti giunsero ad un nulla di fatto.

### Furia omicida
Tornò a uccidere il 17 maggio 1975,  circa un anno dopo: uccise la sua vittima più giovane nei pressi del villaggio di Duj:  soffocò e punzecchiò il corpo con le forbici di una donna nella campagna di Polack. In generale, tutte le vittime erano donne che venivano stuprate e strangolate o con le mani nude o con mezzi improvvisati: con una sciarpa, una corda, un laccio emostatico o la tracolla delle loro borse; una volta uccise l'omicida le derubava: borse e oggetti di valore; i corpi li nascondeva in luoghi isolati e li mimetizzava ricoprendoli con ramoscelli, terra, erba, foglie e muschio; la neve invernale avrebbe fatto il resto.
Nell'aprile del 1976 si trasferì, e, nel maggio dello stesso anno, si sposò ed ebbe due figli, un maschio e una femmina. Michasevic non divenne mai un sospettato: appariva agli occhi degli altri come un premuroso padre di famiglia, sposato e con due figli, parzialmente astemio e non fumava mai, un semplice operaio metallurgico che lavorava in modo assiduo, con una spiccata coscienza politica, dal momento in cui era iscritto al PCUS. Non amava gli scherzi, e talvolta arrossiva, un segno di modestia. In questo periodo cambiò lavoro e residenza; cambiò anche le zone degli omicidi: da Polack e Novopolack ripiegando sui villaggi di Koptevo, Ropno e Perhanščina iniziando a prediligere donne in attesa nei pressi delle fermate degli autobus. Il 2 luglio 1976, poco dopo il matrimonio, imbavagliò e soffocò sia con le mani che con la tracolla di una borsa un'altra vittima; nella notte tra il 24 e il 25 luglio 1976 ne violentò e strangolò un'altra ancora; il 22 ottobre e il 1º novembre 1976, altre due.
Tra gli oggetti rubati, oltre alle borse, si impossessò di due anelli nuziali d'oro: uno lo diede alla moglie, completamente ignara del comportamento del marito, e l'altro lo impiegò per fabbricare una protesi dentaria, che serviva sempre alla moglie. Dopo un periodo di circa un anno e mezzo tornò a colpire, esattamente il 26 agosto 1978. Successivamente fece una seconda pausa lunga più di un anno, e, il 9 settembre 1979, colpì di nuovo a Polack, mentre il 19 ottobre 1980, fece una vittima a Ropno; il 15 luglio 1981 ne strangolò con le mani e con una cintura un'altra. Giunto a questo punto, escogitò un nuovo modus operandi: con il suo “fascino” avrebbe avvicinato alla sua auto, una Zaporožec rossa, e uccise giovani autostoppiste che si trovavano in luoghi isolati. Colpì successivamente: il 7 luglio, 22 luglio, 14 agosto, 23 agosto, 12 settembre e il 23 ottobre del 1982. Infine uccise un'altra donna in un giorno non identificato. Dopo questo susseguirsi particolarmente frenetico di omicidi, si prese un'altra pausa di quasi un anno.

### Le indagini
Le indagini partirono solo nel 1980. Il giovane detective Nikolaj Ivanovič Ignatovič era molto convinto che gli omicidi fossero opera di una sola persona, un serial killer, mentre altri investigatori non erano d'accordo con lui. Le forze di polizia scoprirono poi, grazie ad alcuni testimoni oculari che l'assassino possedeva una Zaporožec rossa; iniziarono così a cercare chiunque possedesse quell'auto: controllarono più di 200.000 immatricolazioni. Michasevic, per sviare i sospetti, decise di seguire con attenzione il caso e di prendere parte alle azioni degli investigatori, così fu in grado di spiare le loro mosse in anticipo.

### Altri omicidi
Il periodo più intenso fu quello tra il 1983 e il 1985: morirono 12 donne; i loro cadaveri vennero recuperati tra Vicebsk, Polack e Lepel'. Una notte, Michasevic, in preda ad un incubo tentò nel sonno di strangolare anche sua moglie. Quest'incidente non ebbe grosse conseguenze anche perché, nel sonno, le forze di una persona sono piuttosto scarse. Si svegliò sudato, e, per riprendersi, andò in bagno e si passò un po' di acqua fredda sulla testa. Nel 1983 prelevò in macchina un'autostoppista ventenne di Vicebsk; lei sperimentò un approccio sessuale e lui accettò; la portò a Nevel' e, subito dopo che ebbe un'eiaculazione, la strangolò e ne nascose la salma in mezzo ai cespugli a faccia in giù ricoprendola di terra e foglie; la sera del 13 gennaio 1984 uccise una studentessa che si stava dirigendo in ostello a Lučesa, a 2 km da Polack; il suo corpo venne trovato il 2 febbraio 1984 nei pressi della ferrovia.
Per questo omicidio fu arrestato un giovane pilota, Oleg Adamov, che, durante il delitto, lavorava nella zona. Al processo venne condannato a 15 anni di reclusione e, per disperazione, tentò il suicidio. Nel corso degli anni 14 persone innocenti furono arrestate e condannate per i suoi crimini; alcune di esse, pur di ottenere una confessione, furono sottoposte a torture. Due di loro vennero condannate a morte e giustiziate; un'altra provò a impiccarsi, ed anche Adamov tentò di suicidarsi. Il 30 agosto 1984 a Vicebsk morirono due donne in un solo giorno.

### La svolta: l'arresto e la fine
Il 16 agosto 1985 lo Strangolatore, come venne nel frattempo chiamato, nel tentativo di sviare ancora le indagini, inviò una lettera anonima ai giornali locali, il “Business Vitebsk” e il “Vitebsk Worker”: aveva scritto che era un membro di un'immaginaria organizzazione chiamata “Patrioti di Vicebsk”, e aveva il compito di uccidere, per vendetta, donne ritenute “volgari e adultere”. Lo stesso identico messaggio fu nuovamente lasciato nella bocca delle sue ultime due vittime, trovate rispettivamente il 27 ottobre e il 7 novembre 1985; quest'ultima fu recuperata sempre a Vicebsk, nei pressi di una circonvallazione. Le lettere erano scritte a mano, quindi gli agenti poterono eseguire una perizia calligrafica sui residenti di sesso maschile della regione. Dopo l'analisi di 556.000 campioni e 312.000 passaporti, fu finalmente trovato il presunto killer. La polizia poi trovò altre prove che lo incastrarono definitivamente.
Venne arrestato il 9 dicembre 1985. Tre squadre di agenti giunsero sul posto il giorno prima per arrestarlo, ma Michasevic aveva preso congedo per andare a visitare dei parenti nel villaggio di Gorjana. Aveva un biglietto aereo per Odessa e le valigie pronte; se avessero tardato, sarebbe riuscito a fuggire . Al momento dell'arresto rimase impassibile e disse alla moglie che “si trattava di un errore e sarebbe stato liberato presto”. Condotto alla centrale di polizia, davanti al detective negò tutto, ma alla fine confessò circa 43 omicidi e portando gli agenti ad un pozzo dove aveva nascosto alcuni effetti personali delle vittime; altre prove che lo incastrarono vennero trovate in casa sua. Accompagnò poi gli agenti nei luoghi dove si trovavano cinque cadaveri che, fino ad allora, non erano stati scoperti.
Secondo la perizia psichiatrica, “gli doveva essere riconosciuta la sanità mentale in quanto poteva essere responsabile delle sue azioni”. Al processo venne trovato colpevole di un tentato omicidio e di 33 degli oltre 36 delitti che aveva commesso e fu quindi condannato a morte tramite fucilazione. La sentenza fu eseguita il 25 settembre 1987, quando aveva 40 anni. Il 3 febbraio 1988 l'agenzia di stampa sovietica “Tass” fece trapelare la notizia: il caso, diventato famoso, venne chiamato “il Caso di Vicebsk” ("Витебское дело"); venne poi sollevata la parziale incapacità delle autorità nel gestire il caso e i funzionari responsabili di errori giudiziari vennero puniti per i loro sbagli; infine, le 14 persone condannate prima di Michasevic furono sollevate da ogni sospetto; il procuratore Valerij Soroko, che condannò l'innocente Oleg Adamov a 15 anni di carcere, scontò 4 anni per abuso d'ufficio.

### Eventi contemporanei
Contemporaneamente, sempre in URSS, erano attivi altri serial killer; Andrej Čikatilo, autore di almeno 53 omicidi, e forse di altri 4. In Ucraina erano in corso gli omicidi di Serhij Tkac autore di almeno 37 delitti. Poco tempo dopo Sergej Rjachovskij e Anatoly Onoprienko iniziarono ad uccidere in quel periodo: fecero 19 vittime e 52 vittime ciascuno. Nel frattempo, in Kazakistan e Kyrgizistan era attivo Nikolaj Dzurmongaliev, autore di almeno 10 delitti, anche se si presume che ne abbia uccise fino a 100. E vi erano molti altri nel resto dell’Unione. Quindi, negli anni ottanta e novanta, le autorità si trovarono davanti a diversi casi di assassini seriali in zone abbastanza vicine l'una all'altra. Negli anni successivi vennero comunque arrestati tutti. Nella maggior parte dei casi furono condannati altri innocenti per i loro crimini.